# 虐杀原形
《虐杀原形》是由Radical Entertainment公司制作，美国动视发行于2009年6月9日发售的开放式科幻自由动作冒险游戏，玩家将扮演一位由病毒集合成的生物体，还要与军队和各种变异生物战斗。该游戏以高超的自由度、肆无忌惮破坏与暴力杀戮为卖点，应用Radical公司独立开发的钛合金游戏引擎IV(Titanium game engine)，游戏的风格类似侠盗猎车手系列，不同的是，当主角抓住路人或敌人时便可以吸收他们的记忆、能力，甚至能变成他们的样子以进行伪装。續篇是《原型兵器2》。

## 遊戲性

在中等画质下的游戏画面

遊戲設定在被病毒污染的美國大都會曼哈頓。雖然遊戲CG水平一般，但實際畫面卻十分流暢。畫面充滿了血腥的表現，斷肢表現頻繁。然而遊戲畫面缺點亦十分明顯，主要表現在NPC建模過於粗糙。
主角具有破壞、防禦、感覺等特殊能力。他的手可變形，可變為不同型態使用不同的破壞能力：
- 鎚狀拳頭(Hammerfist Power)，速度雖然較慢但可精準對目標直接扣殺。
- 利爪(Claw Power)，適合快速攻擊生物，但對於厚的盔甲就沒有辦法。
- 刀刃(Blade Power)，具有貫穿全方位的特別攻擊，對巨大生物特別有效。
- 長鞭(Whipfist Power)，可攻擊中距離目標。
- 肌肉增強(Musclemass Power)，可提高空手攻擊招數的攻擊力、投擲物品的距離和傷害。

他除正常視覺外還可以使用其他兩種感官能力：
- 紅外線視覺(Thermal Vision Power)，可以以物件發出的熱能看到該物件的位置。
- 感染探測視覺(Infected Vision Power)，可以看清被病毒感染的人們。

主角除了用自己的血肉之軀作防禦外，還可以用其他兩種的防禦能力
- 護盾能力(Shield Power)，在背部生出一面護盾格檔正面而來的攻擊。
- 護甲能力(Armor Power)，在變身成全身被生物裝甲覆蓋的盔甲人時無視一般攻擊。

除以上特殊能力外，主角生命力十分強大，被機槍打中感覺只是有點癢，被坦克主炮或導彈打中只是炸飛了並只是失去小量生命值而不會死去，而且吞噬生物會回覆生命值。此外，玩家可以充分利用周圍的一切事物來攻擊或隱藏，例如可以毫不費勁地舉起汽車或雜物來扔向敵人，可以通過吞噬未發病的正常人而變化成被吞噬者的外表來躲過敵人的追蹤，戰鬥時玩家可以使用一些群攻大招來達到攻擊目的，而主角的這些特異能力大多數是通過點數在遊戲菜單購買的。在遊戲中廠商為主角加入了陷害能力，當玩家角色的身份是士兵時玩家角色可以陷害並讓士兵們集體攻擊一個生物單位，如另一名無辜的士兵，玩家角色被懷疑時可以使用這技能來嫁禍於他人身上；當角色是高級士官時，玩家可以召喚空中打擊來攻擊大型單位。玩家也可以在奔跑時推撞士兵，而士兵亦會根據軍銜而敬禮道歉或打罵玩家，但這麼做有可能會引起士兵的懷疑導致暴露身份。遊戲裡隱藏了200個藍色球，與50個紫色球讓玩家收集。

## 游戏剧情
- 主线任务

病毒扩散首日。有人在纽约的Penn Station释放不明病毒。 主角亚历克斯·莫瑟（Alex Mercer）的尸体在解剖台上苏醒，对所发生的事情没有任何记忆。吞噬Blackwatch追兵后得知吞噬生物能夺取其记忆，亚历克斯·默瑟记起自己有个妹妹，达娜·默瑟（Dana Mercer），并找到她。亚历克斯·默瑟试图回自宅寻找线索，向事件的原凶进行复仇，却正中黑色守望军事组织（Blackwatch）的埋伏。逃离后回到妹妹达娜的住处，
达娜告诉亚历克斯，她从亚历克斯的电脑中找到伊丽莎白·格林（Elizabeth Greene）一个这个名字。 亚历克斯进入Gentek（一公司名，实为病毒武器研究公司）设施后遇见外表为19岁女孩的伊丽莎白·格林，与伊丽莎白·格林的对话中她自称是亚历克斯的母亲，这令亚历克斯百思不得其解，也从中了解到伊丽莎白·格林也与他一样为有特异能力的病毒集合体，却不料让其脱逃，造成曼哈顿区第二波病毒感染。
亚历克斯寻求前女友暨Gentek员工，克伦·帕克（Karen Parker）的协助。从克伦·帕克处了解到感染源来自两支不同的病毒株。 这时核能航母USS Reagan抵达哈德逊湾（Hudson Bay），黑色守望组织提高了动员层级。 
黑色守望组织在市区内大规模部署病毒侦测装置。而Gentek主席雷蒙德·麦克穆兰（Raymond McMullen）向黑色守望组织提供可消灭亚历克斯·默瑟体内病毒的病原体。 亚历克斯·默瑟扰乱病毒侦测装置，意图接近麦克穆兰，结局以失败收场。 此时克伦·帕克发现了此亚历克斯其实并不是真正的亚历克斯而是生化病毒武器－原形体（Prototype），克伦·帕克因此背叛了亚历克斯·默瑟。亚历克斯中了陷阱，亚历克斯·默瑟被黑色守望组织的队长罗伯特·荷斯（Robert Cross）注入病原体，丧失部分能力，并逃走了。病原体开始寄生并侵蚀亚历克斯。 亚历克斯前往圣保罗医院，找上同为前Gentek员工的拉格伦（Ragland）医生，请求他的协助。 亚历克斯与拉格伦医生渗透进军事基地，调查Penn Station病毒感染者的遗体。 利用Hunter（一种变异怪物）作为培养体，拉格伦医生成功制造出对抗病原体的抗体。 亚历克斯恢复原先的能力。 但达娜却被不明Hunter绑走。曼哈顿感染程度持续上升。 
亚历克斯为寻找妹妹，制服并吞噬Hunter头目（Leader Hunter），进一步找出绑架达娜的变种Hunter，将其吞吃后获知达娜的所在。 亚历克斯利用军方的火力，进入核心巢穴并寻找达娜。 核心巢穴的中心，是黑光计划病毒（Blacklight）的核心带原者伊丽莎白·格林。 亚历克斯将抗体注入伊丽莎白，却被伊丽莎白排出体外，并形成Hunter之王（Supreme Hunter），而亚历克斯并不知道。 亚历克斯成功救出达娜，但她陷入昏迷。亚历克斯把达娜交给拉格伦医生保护。这时一名身分不明的神秘人向亚历克斯透露黑光计划病毒的起源与释放病毒的人其实是他，并告诉他伊丽莎白未死。同时，军方从空中散布病毒抗体Bloodtox，并引入使用病毒技术制作而成的超级士兵。 军方进一步在地面部属Bloodtox散布装置。出于自保，亚历克斯企图颠覆Bloodtox的散布行动。 而这时亚历克斯从神秘人处得知军方打算利用特殊泵将Bloodtox打至地底，消灭躲藏的感染体。 神秘人要求亚历克斯伪装成士兵进行护送利用这东西引出伊丽莎白。 特殊泵就位，并开始工作，大量的Hunter与Hydra感染体从地底涌出。躲藏在地底下的伊丽莎白·格林被逼现身，被亚历克斯击杀并吞噬。
伊丽莎白·格林已被消灭，亚历克斯再次企图摧毁Bloodtox的生产设施，佯装失手后与Gentek主席雷蒙德·麦克穆兰对质。 麦克穆兰为了不让亚历克斯夺取记忆，举枪自尽。 亚历克斯的匿名连络人身分揭晓，他是黑色守望组织的队长－罗伯特·荷斯。军方开始撤离纽约市，并打算在市区引爆核弹以消灭病毒。 亚历克斯开始追踪地面部队的领袖。 亚历克斯将抗命逃亡的士官伊恩·塔格特（Ian Taggart）吞噬掉。亚历克斯变化为塔格特的外观，与罗伯特·荷斯两人成功登上哈德逊港外的USS Reagan航母。亚历克斯吸收了主导者彼得·兰德尔（Peter Randall）将军。由于军队领袖与感染核心伊丽莎白·格林都被消灭，扮成罗伯特·荷斯的Hunter之王现出真面目，企图吞噬亚历克斯，成为唯一的最高级病毒集合体。消灭Hunter之王后，亚历克斯将引爆倒数中的核弹用直升机载离纽约，沉入水底。核爆的威力将他炸飞，尸身的碎肉落在曼哈顿岛上，这时一只鸟类动物想吃掉这碎肉，却不料被附身并吞噬，亚历克斯二度复活，到这游戏完结。
- 支线任务

游戏中有着大量的支线任务，在地图上会用不同的图表标出。
1. 移动：在限制的时间里控制主角到达每一个指定地点。
2. 滑翔：利用主角的滑翔技能滑翔到制定的地点，离中圈越近越好。
3. 杀戮：利用任务点配备的各种武器并在限定时间内消灭敌对的生物。
4. 战争：此任务多数是对立的双方在战斗时玩家加入其中一方，有可能是被感染生物，也有可能是军队一方，在这个过程中变身或杀伤友军是不会被友军一方攻击的。胜利条件是在最少的时间内完全消灭敌军。
5. 军队：吞噬指定的军人来增加自己的细胞记忆。
6. 被感染生物：此任务多数是去炸毁被感染生物的巢穴。

另外，除以上支线任务外，玩家还可以控制角色通过不断吞噬拥有关于角色身世记忆的路人来触发对已背叛的前女友克伦·帕克进行复仇的任务。

## 续集
其续作《原型兵器2》于2012年4月发布于PlayStation 3和Xbox 360平台，并于2012年7月发布于Windows平台。这款游戏的新主角是前美国海军陆战队中士詹姆斯·海勒(James Heller)，他要向主要对手亚历克斯·默瑟(Alex Mercer)复仇。